# Nenad Maslovar
Nenad Maslovar (* 20. Februar 1967 in Kotor) ist ein ehemaliger montenegrinischer Fußballspieler.

## Karriere

### Verein
Seinen ersten Vertrag unterschrieb er 1986 bei FK Bokelj Kotor. 1988 wechselte er zum Erstligisten FK Spartak Subotica. Für den Verein absolvierte er 31 Erstligaspiele. 1990 wechselte er zum Ligakonkurrenten FK Velež Mostar. Für den Verein absolvierte er 53 Erstligaspiele. 1992 wechselte er zum Ligakonkurrenten FK Roter Stern Belgrad. Für den Verein absolvierte er 60 Erstligaspiele. 1992/93 gewann er mit dem Verein den Jugoslawischen Fußballpokal. 1994 wechselte er zum japanischen Verein JEF United Ichihara. Für den Verein absolvierte er 128 Erstligaspiele. 1998 erreichte er das Finale des J.League Cup. 1999 wechselte er zum Ligakonkurrenten Avispa Fukuoka. Für den Verein absolvierte er 22 Erstligaspiele. Ende 1999 beendete er seine Karriere als Fußballspieler.

### Nationalmannschaft
Im Jahr 1997 debütierte Maslovar für die jugoslawische Fußballnationalmannschaft. Er hat insgesamt drei Länderspiele für Jugoslawien bestritten.